# Kurt Schmid
Pour les articles homonymes, voir Schmid.
Kurt Schmid, né le 11 février 1932 à Baar et mort le 2 décembre 2000, est un rameur suisse.

## Biographie
Kurt Schmid est le fils du rameur Karl Schmid (de).
Il participe aux Jeux olympiques de 1952, à Helsinki, en deux sans barreur avec Hans Kalt et remporte la médaille de bronze.
En 1960, il est à nouveau sélectionné pour les Jeux olympiques et finit à la sixième place en quatre sans barreur.